# سیارک ۴۱۱۵
سیارک ۴۱۱۵ (به انگلیسی: 4115 Peternorton، نامگذاری:1982QS3) چهار هزار و صد و پانزدهمین سیارک کشف شده‌است که در ۲۹ اوت ۱۹۸۲ کشف شد.
قدر مطلق سیارک برابر ۱۱٫۷۰ است.